# Ipomeja
Ipomeja (dobro jutro, raskošni vjetar, povijuška; lat. Ipomoea), veliki biljni rod jednogodišnjeg raslinja, trajnica i grmlja iz porodice slakovki (Convolvulaceae). Postoji preko 800 vrsta, a najpoznatijiji među njima je slatki krumpir i  kvamoklit ili ‘zvijezda vjetra’ (Quamoclit Mill.). Kew na popisu ima  635 spp.
Opisan je u Species Plantarum 1: 159. 1753.

## Vrste
1. Ipomoea abrupta R.Br.
2. Ipomoea abutiloides (Kunth) G.Don
3. Ipomoea abyssinica (Choisy) Hochst.
4. Ipomoea acanthocarpa (Choisy) Hochst. ex Schweinf. & Asch.
5. Ipomoea aculeata Blume
6. Ipomoea acutisepala O'Donell
7. Ipomoea adenioides Schinz
8. Ipomoea adumbrata Rendle & Britten
9. Ipomoea aemilii (O'Donell) J.R.I.Wood & R.Degen
10. Ipomoea aequatoriensis T.Wells & P.Muñoz
11. Ipomoea aequiloba J.R.I.Wood & Scotland
12. Ipomoea aitonii Lindl.
13. Ipomoea alba L.
14. Ipomoea albivenia (Lindl.) Sweet
15. Ipomoea alexandrae D.F.Austin
16. Ipomoea alterniflora Griseb.
17. Ipomoea altoamazonica J.R.I.Wood & Scotland
18. Ipomoea altoparanaensis O'Donell
19. Ipomoea amazonica (D.F.Austin & Staples) J.R.I.Wood & Scotland
20. Ipomoea amnicola Morong
21. Ipomoea ampullacea Fernald
22. Ipomoea ana-mariae L.V.Vasconc. & Sim.-Bianch.
23. Ipomoea ancisa House
24. Ipomoea androyensis Deroin
25. Ipomoea anemophoba Chiov.
26. Ipomoea angustissima J.R.I.Wood & Scotland
27. Ipomoea anisomeres B.L.Rob. & Bartlett
28. Ipomoea antonschmidii R.W.Johnson
29. Ipomoea apodiensis J.R.I.Wood & Scotland
30. Ipomoea appendiculata J.R.I.Wood & Scotland
31. Ipomoea aprica House
32. Ipomoea aquatica Forssk.
33. Ipomoea arborescens (Humb. & Bonpl. ex Willd.) G.Don
34. Ipomoea ardissima A.Chev.
35. Ipomoea arenicola Rendle & Britten
36. Ipomoea argentaurata Hallier f.
37. Ipomoea argentea Meisn.
38. Ipomoea argentifolia A.Rich.
39. Ipomoea argentinica Peter
40. Ipomoea argillicola R.W.Johnson
41. Ipomoea argyreia (Mart. ex Choisy) Meisn.
42. Ipomoea argyrophylla Vatke
43. Ipomoea aristolochiifolia G.Don
44. Ipomoea asarifolia (Desr.) Roem. & Schult.
45. Ipomoea asclepiadea Hallier f.
46. Ipomoea aspera (Choisy) Vatke
47. Ipomoea asplundii O'Donell
48. Ipomoea asterophora Ooststr.
49. Ipomoea atacorensis A.Chev.
50. Ipomoea attenuata J.R.I.Wood & Scotland
51. Ipomoea aurantiaca L.O.Williams
52. Ipomoea aurifolia Dammer
53. Ipomoea austrobrasiliensis J.R.I.Wood & Scotland
54. Ipomoea bahiensis Willd.
55. Ipomoea bakeri Britten
56. Ipomoea balioclada Urb.
57. Ipomoea bampsiana Lejoly & Lisowski
58. Ipomoea barbatisepala A.Gray
59. Ipomoea barlerioides (Choisy) Benth. ex C.B.Clarke
60. Ipomoea barteri Baker
61. Ipomoea batatas (L.) Lam.
62. Ipomoea batatoides Choisy
63. Ipomoea bathycolpos Hallier f.
64. Ipomoea beninensis Akoègn., Lisowski & Sinsin
65. Ipomoea bernoulliana Peter
66. Ipomoea biflora (L.) Pers.
67. Ipomoea bisavium A.Meeuse
68. Ipomoea blanchetii Choisy
69. Ipomoea blepharophylla Hallier f.
70. Ipomoea bolusiana Schinz
71. Ipomoea bombycina (Choisy) Benth. & Hook.f. ex Hemsl.
72. Ipomoea bonariensis Hook.
73. Ipomoea bracteata Cav.
74. Ipomoea bracteolata R.W.Johnson
75. Ipomoea brasiliana (Mart. ex Choisy) Meisn.
76. Ipomoea brassii C.T.White
77. Ipomoea brownii Roem. & Schult.
78. Ipomoea bullata Oliv.
79. Ipomoea burchellii Meisn.
80. Ipomoea cairica (L.) Sweet
81. Ipomoea calantha Griseb.
82. Ipomoea calobra F.Muell.
83. Ipomoea caloneura Meisn.
84. Ipomoea calophylla C.Wright ex Griseb.
85. Ipomoea calyptrata Dammer
86. Ipomoea cambodiensis Gagnep. & Courchet
87. Ipomoea campanulata L.
88. Ipomoea campestris Meisn.
89. Ipomoea capillacea (Kunth) G.Don
90. Ipomoea capitellata Choisy
91. Ipomoea cardenasiana O'Donell
92. Ipomoea cardiophylla A.Gray
93. Ipomoea carnea Jacq.
94. Ipomoea carolina L.
95. Ipomoea caudata Fernald
96. Ipomoea cavalcantei D.F.Austin
97. Ipomoea cearensis O'Donell
98. Ipomoea cerradoensis J.R.I.Wood & Scotland
99. Ipomoea chamelana J.A.McDonald
100. Ipomoea chapadensis J.R.I.Wood & L.V.Vasconc.
101. Ipomoea cheirophylla O'Donell
102. Ipomoea chenopodifolia (M.Martens & Galeotti) Hemsl.
103. Ipomoea chiliantha Hallier f.
104. Ipomoea chilopsidis Standl.
105. Ipomoea chiquitensis J.R.I.Wood & Scotland
106. Ipomoea chiriquensis Standl.
107. Ipomoea chloroneura Hallier f.
108. Ipomoea chodatiana O'Donell
109. Ipomoea cholulensis Kunth
110. Ipomoea chondrosepala Hallier f.
111. Ipomoea chrysocalyx D.F.Austin
112. Ipomoea chrysochaetia Hallier f.
113. Ipomoea chrysosperma Hallier f.
114. Ipomoea cicatricosa Baker
115. Ipomoea ciervensis House
116. Ipomoea citrina Hallier f.
117. Ipomoea clarensis Alain
118. Ipomoea clarkei Hook.f.
119. Ipomoea clausa Rudolph ex Ledeb.
120. Ipomoea clavata (G.Don) Ooststr. ex J.F.Macbr.
121. Ipomoea coccinea L.
122. Ipomoea colombiana O'Donell
123. Ipomoea concolora (Matuda) D.F.Austin
124. Ipomoea connata J.R.I.Wood & L.V.Vasconc.
125. Ipomoea consimilis Schulze-Menz
126. Ipomoea convolvulifolia Hallier f.
127. Ipomoea conzattii Greenm.
128. Ipomoea coptica (L.) Roth ex Roem. & Schult.
129. Ipomoea cordatotriloba Dennst.
130. Ipomoea cordillerae J.R.I.Wood & Scotland
131. Ipomoea cordofana Choisy
132. Ipomoea coriacea Choisy
133. Ipomoea corrugata Thulin
134. Ipomoea corymbosa (L.) Roth
135. Ipomoea coscinosperma Hochst. ex Choisy
136. Ipomoea costata F.Muell. ex Benth.
137. Ipomoea costellata Torr.
138. Ipomoea crassipes Hook.
139. Ipomoea crepidiformis Hallier f.
140. Ipomoea crinicalyx S.Moore
141. Ipomoea crispa (Thunb.) Hallier f.
142. Ipomoea cristulata Hallier f.
143. Ipomoea cryptica J.R.I.Wood & Scotland
144. Ipomoea cubensis (House) Urb.
145. Ipomoea cuneifolia Meisn.
146. Ipomoea cuprinacoma E.Carranza & J.A.McDonald
147. Ipomoea curtipes Rendle
148. Ipomoea cuscoensis J.R.I.Wood & P.Muñoz
149. Ipomoea cynanchifolia Meisn.
150. Ipomoea darainensis Deroin, Ranir. & Nusb.
151. Ipomoea dasycarpa J.R.I.Wood & Scotland
152. Ipomoea daturiflora Meisn.
153. Ipomoea decaisnei Ooststr.
154. Ipomoea decemcornuta O'Donell
155. Ipomoea decipiens Dammer
156. Ipomoea delphinioides Choisy
157. Ipomoea delpierrei De Wild.
158. Ipomoea deminuta J.R.I.Wood & Scotland
159. Ipomoea densibracteata O'Donell
160. Ipomoea densivestita R.W.Johnson
161. Ipomoea descolei O'Donell
162. Ipomoea desmophylla Bojer ex Choisy
163. Ipomoea desrousseauxii Steud.
164. Ipomoea diamantinensis J.M.Black ex Eardley
165. Ipomoea diantha Roem. & Schult.
166. Ipomoea dichroa Hochst. ex Choisy
167. Ipomoea diegoae M.C.Lara
168. Ipomoea digitata L.
169. Ipomoea discoidea Gonz.-Martínez & J.Jiménez Ram.
170. Ipomoea discolor (Kunth) G.Don
171. Ipomoea distans Choisy
172. Ipomoea diversifolia R.Br.
173. Ipomoea dolichopoda J.R.I.Wood & Scotland
174. Ipomoea donaldsonii Rendle
175. Ipomoea dubia Roem. & Schult.
176. Ipomoea dumetorum (Kunth) Willd.
177. Ipomoea dumosa (Benth.) L.O.Williams
178. Ipomoea dunlopii R.W.Johnson
179. Ipomoea durangensis House
180. Ipomoea duvigneaudii Lejoly & Lisowski
181. Ipomoea echinocalyx Meisn.
182. Ipomoea edithae Gage
183. Ipomoea eggersiana Peter
184. Ipomoea electrina D.F.Austin & J.A.McDonald
185. Ipomoea elongata Choisy
186. Ipomoea elytrocephala Hallier f.
187. Ipomoea emeiensis Z.Y.Zhu
188. Ipomoea emetica Choisy
189. Ipomoea ensiformis J.R.I.Wood & Scotland
190. Ipomoea ephemera Verdc.
191. Ipomoea eremnobrocha D.F.Austin
192. Ipomoea eriocalyx (Mart. ex Choisy) Meisn.
193. Ipomoea eriocarpa R.Br.
194. Ipomoea erioleuca Hallier f.
195. Ipomoea erosa Urb.
196. Ipomoea estrellensis Hassl. ex O'Donell
197. Ipomoea eurysepala Hallier f.
198. Ipomoea eximia House
199. Ipomoea expansa A.McDonald
200. Ipomoea exserta J.R.I.Wood & Scotland
201. Ipomoea falkioides Griseb.
202. Ipomoea fanshawei Verdc.
203. Ipomoea fasciculata J.R.I.Wood & Scotland
204. Ipomoea ficifolia Lindl.
205. Ipomoea fiebrigii Hassl. ex O'Donell
206. Ipomoea fimbriosepala Choisy
207. Ipomoea fissifolia (McPherson) Eckenw.
208. Ipomoea flavivillosa Schulze-Menz
209. Ipomoea franciscana Choisy
210. Ipomoea fuchsioides Griseb.
211. Ipomoea fulvicaulis (Hochst. ex Choisy) Boiss. ex Hallier f.
212. Ipomoea funicularis R.W.Johnson
213. Ipomoea funis Cham. & Schltdl.
214. Ipomoea furcyensis Urb.
215. Ipomoea galactorrhoea Hallier f.
216. Ipomoea galhareriana Thulin
217. Ipomoea garckeana Vatke
218. Ipomoea geophilifolia K.Afzel.
219. Ipomoea gesnerioides J.A.McDonald
220. Ipomoea gigantea (Silva Manso) Choisy
221. Ipomoea gilana K.Keith & J.A.McDonald
222. Ipomoea gloverae J.A.McDonald
223. Ipomoea goyazensis Gardner
224. Ipomoea gracilis R.Br.
225. Ipomoea gracilisepala Rendle
226. Ipomoea graminea R.Br.
227. Ipomoea graminifolia J.R.I.Wood & Scotland
228. Ipomoea grandifolia (Dammer) O'Donell
229. Ipomoea graniticola J.R.I.Wood & Scotland
230. Ipomoea grantii Oliv.
231. Ipomoea granulosa Chodat & Hassl.
232. Ipomoea guaranitica Chodat & Hassl.
233. Ipomoea gypsophila J.R.I.Wood & Scotland
234. Ipomoea habeliana Oliv.
235. Ipomoea hackeliana (Schinz) Hallier f.
236. Ipomoea haenkeana Choisy
237. Ipomoea harlingii D.F.Austin
238. Ipomoea harmandii Gagnep.
239. Ipomoea hartmannii Vatke & Rensch
240. Ipomoea hartwegii Benth.
241. Ipomoea hastifolia Domin
242. Ipomoea hastigera Kunth
243. Ipomoea hederacea Jacq.
244. Ipomoea hederifolia L.
245. Ipomoea heptaphylla Sweet
246. Ipomoea herpeana Deroin
247. Ipomoea heterodoxa Standl. & Steyerm.
248. Ipomoea heterosepala Baker
249. Ipomoea heterotricha Didr.
250. Ipomoea hewittacea (Kuntze) J.R.I.Wood & Scotland
251. Ipomoea hieronymi (Kuntze) O'Donell
252. Ipomoea hildebrandtii Vatke
253. Ipomoea hiranensis Thulin
254. Ipomoea hirsutissima Gardner
255. Ipomoea hirtifolia R.C.Fang & S.H.Huang
256. Ipomoea hochstetteri House
257. Ipomoea holubii Baker
258. Ipomoea homotrichoidea O'Donell
259. Ipomoea horsfalliae Hook.
260. Ipomoea huayllae J.R.I.Wood & Scotland
261. Ipomoea humidicola Verdc.
262. Ipomoea hypargyrea Griseb.
263. Ipomoea ignava House
264. Ipomoea imperati (Vahl) Griseb.
265. Ipomoea inaccessa J.R.I.Wood & Scotland
266. Ipomoea incarnata (Vahl) Choisy
267. Ipomoea incerta (Britton) Urb.
268. Ipomoea indica (Burm.) Merr.
269. Ipomoea indivisa (Vell.) Hallier f.
270. Ipomoea intrapilosa Rose
271. Ipomoea invicta House
272. Ipomoea involucrata P.Beauv.
273. Ipomoea irwiniae Verdc.
274. Ipomoea isthmica J.R.I.Wood & Buril
275. Ipomoea itapuaensis J.R.I.Wood & R.Degen
276. Ipomoea jacalana Matuda
277. Ipomoea jaegeri Pilg.
278. Ipomoea jalapa (L.) Pursh
279. Ipomoea jalapoides Griseb.
280. Ipomoea jamaicensis G.Don
281. Ipomoea jicama Brandegee
282. Ipomoea johnsoniana R.L.Barrett
283. Ipomoea jucunda Thwaites
284. Ipomoea jujuyensis O'Donell
285. Ipomoea juliagutierreziae J.R.I.Wood & Scotland
286. Ipomoea kahloae Gonz.-Martínez, Lozada-Pérez & Rios-Carr.
287. Ipomoea kalumburu R.W.Johnson
288. Ipomoea kassneri Rendle
289. Ipomoea katangensis Lisowski & Wiland
290. Ipomoea keraudreniae Deroin
291. Ipomoea killipiana O'Donell
292. Ipomoea kilwaensis Pilg.
293. Ipomoea kituiensis Vatke
294. Ipomoea kotschyana Hochst. ex Choisy
295. Ipomoea kraholandica J.R.I.Wood & Scotland
296. Ipomoea kruseana Matuda
297. Ipomoea kunthiana Meisn.
298. Ipomoea lachnaea Spreng.
299. Ipomoea lactifera J.R.I.Wood & Scotland
300. Ipomoea lacunosa L.
301. Ipomoea laeta A.Gray ex S.Watson
302. Ipomoea lambii Fernald
303. Ipomoea lanata E.A.Bruce
304. Ipomoea langsdorffii Choisy
305. Ipomoea lanuginosa O'Donell
306. Ipomoea lapathifolia Hallier f.
307. Ipomoea lapidosa Vatke
308. Ipomoea laxiflora H.J.Chowdhery & Debta
309. Ipomoea lenis House
310. Ipomoea leonensis B.L.Rob.
311. Ipomoea lepidophora Lebrun & Taton
312. Ipomoea leprieurii D.F.Austin
313. Ipomoea leptophylla Torr.
314. Ipomoea × leucantha Jacq.
315. Ipomoea leucanthemum (Klotzsch) Hallier f.
316. Ipomoea leucotricha Donn.Sm.
317. Ipomoea lilloana O'Donell
318. Ipomoea limosa R.W.Johnson
319. Ipomoea lindenii M.Martens & Galeotti
320. Ipomoea lindheimeri A.Gray
321. Ipomoea lindmanii Urb.
322. Ipomoea lineolata Urb.
323. Ipomoea linosepala Hallier f.
324. Ipomoea littoralis Blume
325. Ipomoea livescens (Schltdl. ex Kunze) Meisn.
326. Ipomoea lobata (Cerv.) Thell.
327. Ipomoea lonchophylla J.M.Black
328. Ipomoea longeramosa Choisy
329. Ipomoea longibarbis J.R.I.Wood & Scotland
330. Ipomoea longibracteolata Sim.-Bianch. & J.R.I.Wood
331. Ipomoea longifolia Benth.
332. Ipomoea longirostra J.R.I.Wood & Scotland
333. Ipomoea longistaminea O'Donell
334. Ipomoea longituba Hallier f.
335. Ipomoea lottiae J.A.McDonald
336. Ipomoea lozanii Painter ex House
337. Ipomoea lutea Hemsl.
338. Ipomoea luteoviridis Ekman & Leonard
339. Ipomoea macarenaensis J.R.I.Wood & Scotland
340. Ipomoea macdonaldii E.Carranza
341. Ipomoea macedoi Hoehne
342. Ipomoea macrorhiza Michx.
343. Ipomoea macrosepala Brenan
344. Ipomoea macrosiphon Hallier f.
345. Ipomoea madrensis S.Watson
346. Ipomoea magna Sim.-Bianch. & J.R.I.Wood
347. Ipomoea magniflora O'Donell
348. Ipomoea magnifolia Rusby
349. Ipomoea magnusiana Schinz
350. Ipomoea mairetii Choisy
351. Ipomoea malpighipila O'Donell
352. Ipomoea malvaeoides Meisn.
353. Ipomoea malvaviscoides Meisn.
354. Ipomoea marabensis D.F.Austin & Secco
355. Ipomoea maranyonensis J.R.I.Wood & Scotland
356. Ipomoea marcellia Meisn.
357. Ipomoea marginisepala O'Donell
358. Ipomoea marmorata Britten & Rendle
359. Ipomoea mathewsiana Kuntze
360. Ipomoea maurandioides Meisn.
361. Ipomoea mauritiana Jacq.
362. Ipomoea mcphersonii D.F.Austin
363. Ipomoea mcvaughii McPherson
364. Ipomoea megalantha J.R.I.Wood & Scotland
365. Ipomoea megapotamica Choisy
366. Ipomoea melancholica J.R.I.Wood & Buril
367. Ipomoea mendozae J.R.I.Wood & Scotland
368. Ipomoea merremioides Alain
369. Ipomoea meyeri (Spreng.) G.Don
370. Ipomoea micrantha Hallier f.
371. Ipomoea microcalyx Schulze-Menz
372. Ipomoea microdactyla Griseb.
373. Ipomoea microdonta J.R.I.Wood & Scotland
374. Ipomoea microsepala Benth.
375. Ipomoea milnei Verdc.
376. Ipomoea minutiflora (M.Martens & Galeotti) House
377. Ipomoea miquihuanensis J.A.McDonald
378. Ipomoea mirabilis P.P.A.Ferreira & Sim.-Bianch.
379. Ipomoea mirandina (Pittier) O'Donell
380. Ipomoea mitchellae Standl.
381. Ipomoea mombassana Vatke
382. Ipomoea montecristina Hadac
383. Ipomoea morongii Britton
384. Ipomoea mucronatoproducta J.R.I.Wood & Scotland
385. Ipomoea mucronifolia J.R.I.Wood & Scotland
386. Ipomoea muelleri Benth.
387. Ipomoea muricata (L.) Jacq.
388. Ipomoea murucoides Roem. & Schult.
389. Ipomoea nationis (Hook.) G.Nicholson
390. Ipomoea neei (Spreng.) O'Donell
391. Ipomoea nematoloba Urb.
392. Ipomoea nematophylla Urb.
393. Ipomoea nephrosepala Chiov.
394. Ipomoea neurocephala Hallier f.
395. Ipomoea nil (L.) Roth
396. Ipomoea nitida Griseb.
397. Ipomoea noctulifolia McPherson
398. Ipomoea nyctaginea Choisy
399. Ipomoea oblongata E.Mey. ex Choisy
400. Ipomoea oblongifolia (Hassl.) O'Donell
401. Ipomoea obscura (L.) Ker Gawl.
402. Ipomoea ochracea (Lindl.) Sweet
403. Ipomoea odontophylla J.R.I.Wood & Scotland
404. Ipomoea oenotherae (Vatke) Hallier f.
405. Ipomoea oenotheroides (L.f.) A.Meeuse & Welman
406. Ipomoea ommanneyi Rendle
407. Ipomoea ophiodes Standl. & Steyerm.
408. Ipomoea opulifolia Rusby
409. Ipomoea oranensis O'Donell
410. Ipomoea orizabensis (G.Pelletan) Ledeb. ex Steud.
411. Ipomoea ovatolanceolata (Hallier f.) Thulin
412. Ipomoea padillae O'Donell
413. Ipomoea paludicola J.R.I.Wood & Scotland
414. Ipomoea paludosa O'Donell
415. Ipomoea pampeana P.P.A.Ferreira & Miotto
416. Ipomoea pandurata (L.) G.Mey.
417. Ipomoea pantanalensis J.R.I.Wood & Urbanetz
418. Ipomoea paolii Chiov.
419. Ipomoea papilio Hallier f.
420. Ipomoea paradae J.R.I.Wood & Scotland
421. Ipomoea paraguariensis Peter
422. Ipomoea paranaensis Hoehne
423. Ipomoea parasitica (Kunth) G.Don
424. Ipomoea parvibracteolata J.R.I.Wood & L.V.Vasconc.
425. Ipomoea passifloroides House
426. Ipomoea pauciflora M.Martens & Galeotti
427. Ipomoea paulistana (Silva Manso) Stellfeld
428. Ipomoea paulitschkei Schweinf. & Volkens
429. Ipomoea pearceana Kuntze
430. Ipomoea pedicellaris Benth.
431. Ipomoea pellita Hallier f.
432. Ipomoea perpartita McPherson
433. Ipomoea perrieri Deroin
434. Ipomoea peruviana O'Donell
435. Ipomoea pes-caprae (L.) R.Br.
436. Ipomoea pes-tigridis L.
437. Ipomoea peteri (Kuntze) Staples & Govaerts
438. Ipomoea petitiana Lejoly & Lisowski
439. Ipomoea petrophila House
440. Ipomoea philomega (Vell.) House
441. Ipomoea pierrei Gagnep.
442. Ipomoea pileata Roxb.
443. Ipomoea pinifolia Meisn.
444. Ipomoea pintoi O'Donell
445. Ipomoea pittieri O'Donell
446. Ipomoea platensis Ker Gawl.
447. Ipomoea plummerae A.Gray
448. Ipomoea pogonantha Thulin
449. Ipomoea pogonocalyx J.R.I.Wood & Scotland
450. Ipomoea pohlii Choisy
451. Ipomoea polhillii Verdc.
452. Ipomoea polpha R.W.Johnson
453. Ipomoea polymorpha Roem. & Schult.
454. Ipomoea polyrrhizos (Silva Manso) Choisy
455. Ipomoea populina House
456. Ipomoea porrecta Rendle & Britten
457. Ipomoea praecana House
458. Ipomoea praecox C.Wright
459. Ipomoea praematura Eckenw.
460. Ipomoea prismatosyphon Welw.
461. Ipomoea procumbens Mart. ex Choisy
462. Ipomoea procurrens Meisn.
463. Ipomoea prolifera J.R.I.Wood & Scotland
464. Ipomoea protea Rendle & Britten
465. Ipomoea proxima (M.Martens & Galeotti) Godm. & Salvin
466. Ipomoea pruinosa McPherson
467. Ipomoea psammophila J.R.I.Wood & Scotland
468. Ipomoea pseudomarginata Deroin
469. Ipomoea pseudoracemosa McPherson
470. Ipomoea pterocaulis J.R.I.Wood & L.V.Vasconc.
471. Ipomoea pubescens Lam.
472. Ipomoea pulcherrima Ooststr.
473. Ipomoea puncticulata Benth.
474. Ipomoea punicea (Silva Manso) Choisy
475. Ipomoea purga (Wender.) Hayne
476. Ipomoea purpurea (L.) Roth
477. Ipomoea pyramidalis Hallier f.
478. Ipomoea pyrenea Taub.
479. Ipomoea pyrophila A.Chev.
480. Ipomoea quamoclit L.
481. Ipomoea queirozii J.R.I.Wood & L.V.Vasconc.
482. Ipomoea racemigera F.Muell. & Tate
483. Ipomoea racemosa Poir.
484. Ipomoea ramboi O'Donell
485. Ipomoea ramosissima (Poir.) Choisy
486. Ipomoea recta De Wild.
487. Ipomoea reflexa Span.
488. Ipomoea reflexisepala Lejoly & Lisowski
489. Ipomoea regnellii Meisn.
490. Ipomoea repanda Jacq.
491. Ipomoea reticulata O'Donell
492. Ipomoea retropilosa (Pittier) D.F.Austin
493. Ipomoea revoluta J.R.I.Wood & Scotland
494. Ipomoea rhomboidea House
495. Ipomoea richardsiae Verdc.
496. Ipomoea riograndensis P.P.A.Ferreira & Miotto
497. Ipomoea riparum Standl. & L.O.Williams
498. Ipomoea robbrechtii Lejoly & Lisowski
499. Ipomoea robertsiana Rendle
500. Ipomoea robinsonii House
501. Ipomoea robusta Urb.
502. Ipomoea robynsiana Lejoly & Lisowski
503. Ipomoea rojasii Hassl.
504. Ipomoea rosea Choisy
505. Ipomoea rotundata Verdc.
506. Ipomoea rubens Choisy
507. Ipomoea rubriflora O'Donell
508. Ipomoea rumicifolia Choisy
509. Ipomoea rupestris Sim.-Bianch. & Pirani
510. Ipomoea rupicola House
511. Ipomoea rzedowskii E.Carranza, Zamudio & Murguía
512. Ipomoea sagittata Poir.
513. Ipomoea sagittifolia Burm.f.
514. Ipomoea sagittoides Courchet & Gagnep.
515. Ipomoea saintronanensis R.W.Johnson
516. Ipomoea salicifolia Roxb.
517. Ipomoea salsettensis Santapau & Patel
518. Ipomoea santacruzensis O'Donell
519. Ipomoea santillanii O'Donell
520. Ipomoea saopaulista O'Donell
521. Ipomoea schaffneri S.Watson
522. Ipomoea schaijesii Lejoly & Lisowski
523. Ipomoea schomburgkii Choisy
524. Ipomoea schulziana O'Donell
525. Ipomoea scopulina J.R.I.Wood & Scotland
526. Ipomoea scopulorum Brandegee
527. Ipomoea seaania Felger & Austin
528. Ipomoea seducta House
529. Ipomoea selleana Urb.
530. Ipomoea sepacuitensis Donn.Sm.
531. Ipomoea sericophylla Meisn.
532. Ipomoea sericosepala J.R.I.Wood & Scotland
533. Ipomoea serrana Sim.-Bianch. & L.V.Vasconc.
534. Ipomoea sescossiana Baill.
535. Ipomoea setifera Poir.
536. Ipomoea setosa Ker Gawl.
537. Ipomoea shirambensis Baker
538. Ipomoea shumardiana (Torr.) Shinners
539. Ipomoea shupangensis Baker
540. Ipomoea sidamensis Thulin
541. Ipomoea sidifolia Schrad.
542. Ipomoea silvicola House
543. Ipomoea simonsiana Rendle
544. Ipomoea simplex Thunb.
545. Ipomoea simulans D.Hanb.
546. Ipomoea sindica Stapf
547. Ipomoea sofomarensis Sebsebe
548. Ipomoea sororia D.F.Austin & J.L.Tapia
549. Ipomoea spathulata Hallier f.
550. Ipomoea spectata J.A.McDonald
551. Ipomoea sphenophylla Urb.
552. Ipomoea spinulifera J.R.I.Wood & Scotland
553. Ipomoea splendor-sylvae House
554. Ipomoea spruceana Benth. ex Meisn.
555. Ipomoea squamisepala O'Donell
556. Ipomoea squamosa Choisy
557. Ipomoea stans Cav.
558. Ipomoea staphylina Roem. & Schult.
559. Ipomoea steerei (Standl.) L.O.Williams
560. Ipomoea stenobasis Brenan
561. Ipomoea stenophylla Meisn.
562. Ipomoea stenosiphon Hallier f.
563. Ipomoea steudelii Millsp.
564. Ipomoea stibaropoda Ooststr.
565. Ipomoea stocksii C.B.Clarke
566. Ipomoea stuckertii O'Donell
567. Ipomoea suaveolens (M.Martens & Galeotti) Hemsl.
568. Ipomoea subincana (Choisy) Meisn.
569. Ipomoea subrevoluta Choisy
570. Ipomoea subspicata (Meisn.) O'Donell
571. Ipomoea subtomentosa (Chodat & Hassl.) O'Donell
572. Ipomoea suburceolata O'Donell
573. Ipomoea suffruticosa Burch.
574. Ipomoea suffulta (Kunth) G.Don
575. Ipomoea sulina P.P.A.Ferreira & Miotto
576. Ipomoea sulphurea (La Llave) G.Don
577. Ipomoea sultani Chiov.
578. Ipomoea sumatrana (Miq.) Ooststr.
579. Ipomoea syringifolia Meisn.
580. Ipomoea tabascana J.A.McDonald & D.F.Austin
581. Ipomoea tacambarensis E.Carranza
582. Ipomoea tarijensis O'Donell
583. Ipomoea tastensis Brandegee
584. Ipomoea tehuantepecensis L.Torres, R.Torres, M.P.Ramírez & J.A.McDonald
585. Ipomoea temascaltepecensis Wilkin
586. Ipomoea tenera Meisn.
587. Ipomoea tentaculifera Greenm.
588. Ipomoea tenuifolia (Vahl) Kuntze
589. Ipomoea tenuiloba Torr.
590. Ipomoea tenuipes Verdc.
591. Ipomoea tenuirostris Choisy
592. Ipomoea tenuissima Choisy
593. Ipomoea teotitlanica McPherson
594. Ipomoea ternata Jacq.
595. Ipomoea ternifolia Cav.
596. Ipomoea theodori O'Donell
597. Ipomoea thunbergioides Welw.
598. Ipomoea thurberi A.Gray
599. Ipomoea ticcopa Verdc.
600. Ipomoea tiliacea (Willd.) Choisy
601. Ipomoea tolmerana R.W.Johnson
602. Ipomoea transvaalensis A.Meeuse
603. Ipomoea trichosperma Blume
604. Ipomoea tricolor Cav.
605. Ipomoea trifida (Kunth) G.Don
606. Ipomoea triflora Forssk.
607. Ipomoea triloba L.
608. Ipomoea trinervia Schulze-Menz
609. Ipomoea tuberculata Ker Gawl.
610. Ipomoea tubiflora Hook.f.
611. Ipomoea tuboides O.Deg. & Ooststr.
612. Ipomoea ugborea Ogunw.
613. Ipomoea uninervis J.R.I.Wood & Scotland
614. Ipomoea urbaniana (Dammer) Hallier f.
615. Ipomoea urbinei House
616. Ipomoea uruguayensis Meisn.
617. Ipomoea vagans Baker
618. Ipomoea valenzuelensis Chodat & Hassl.
619. Ipomoea variifolia Meisn.
620. Ipomoea veadeirosii J.R.I.Wood & Scotland
621. Ipomoea velardei O'Donell
622. Ipomoea velutina R.Br.
623. Ipomoea velutinifolia J.R.I.Wood & Scotland
624. Ipomoea venosa (Desr.) Roem. & Schult.
625. Ipomoea verbasciformis (Meisn.) O'Donell
626. Ipomoea verbascoidea Choisy
627. Ipomoea verdcourtiana Lejoly & Lisowski
628. Ipomoea vernalis R.E.Fr.
629. Ipomoea verrucisepala Verdc.
630. Ipomoea verruculosa (Pittier) O'Donell
631. Ipomoea versipellis R.W.Johnson
632. Ipomoea vestalii Standl.
633. Ipomoea villifera House
634. Ipomoea violacea L.
635. Ipomoea virgata Meisn.
636. Ipomoea viridis Choisy
637. Ipomoea vivianae Krapov.
638. Ipomoea volcanensis O'Donell
639. Ipomoea walpersiana Duchass. ex Urb.
640. Ipomoea walteri J.R.I.Wood & Scotland
641. Ipomoea wangii C.Y.Wu
642. Ipomoea welwitschii Vatke ex Hallier f.
643. Ipomoea wightii (Wall.) Choisy
644. Ipomoea wolcottiana Rose
645. Ipomoea yaracuyensis J.R.Grande & W.Meier
646. Ipomoea yardiensis A.S.George
647. Ipomoea zanzibarica Verdc.
648. Ipomoea zimmermanii J.A.McDonald

## Sinonimi
- Acmostemon Pilg.
- Adamboe Raf.
- Amphione Raf.
- Apopleumon Raf.
- Batatas Choisy
- Bombycospermum J.Presl
- Bonanox Raf.
- Calboa Cav.
- Calonyction Choisy
- Calycanthemum Klotzsch
- Cleiemera Raf.
- Cleiostoma Raf.
- Clitocyamos St.-Lag.
- Coiladena Raf.
- Convolvuloides Moench
- Decaloba Raf.
- Diatrema Raf.
- Diatremis Raf.
- Dimerodiscus Gagnep.
- Doxema Raf.
- Elythrostamna Bojer ex Desjardins
- Euryloma Raf.
- Exallosis Raf.
- Exocroa Raf.
- Exogonium Choisy
- Fraxima Raf.
- Gynoisa Raf.
- Isypus Raf.
- Kolofonia Raf.
- Lariospermum Raf.
- Latrienda Raf.
- Legendrea Webb & Berthel.
- Leptocallis G.Don
- Macrostemma Pers.
- Marcellia Mart. ex Choisy
- Melascus Raf.
- Milhania Neck.
- Mina Cerv.
- Modesta Raf.
- Morenoa La Llave
- Navipomoea (Roberty) Roberty
- Neorthosis Raf.
- Nil Medik.
- Ornithosperma Raf.
- Parasitipomoea Hayata
- Pentacrostigma K.Afzel.
- Pharbitis Choisy
- Plesiagopus Raf.
- Quamoclit Mill.
- Quamoclita Raf.
- Quamoclitia Raf.
- Saccia Naudin
- Stomadena Raf.
- Tereietra Raf.
- Tirtalia Raf.
- Tremasperma Raf.
- Turbina Raf.